# جاناتان فاکس (استاد سیاست)
جاناتان فاکس (انگلیسی: Jonathan Fox؛ زادهٔ ۱ ژانویهٔ ۱۹۶۸) کارشناس سیاسی، استاد دین و سیاست در گروه علوم سیاسی دانشگاه برایلان در رمت گن، اسرائیل است.

## نظرات
او در مقاله تأثیرات چندگانه دین بر روابط بین‌الملل: ادراکات و واقعیت نوشته است که در حالی که در گذشته، اکثر دانشمندان علوم اجتماعی غربی پیش‌بینی می‌کردند که فشارهای مدرنیته حداقل باعث کاهش نفوذ دین می‌شود، بسیاری اکنون استدلال می‌کنند که همین فشارها برعکس را ایجاد می‌کنند؛ یعنی نیروهای توصیف شده در ادبیات مدرنیزاسیون و سکولاریزاسیون وجود دارند، اما دین به جای فروپاشی زیر وزن آنها، برای بقای خود در محیط جدید مدرن و در این فرایند قوی‌تر می‌شود.
انگیزه‌های این تکامل چیست؟
1. نخست، مدرنیته ارزش‌های سنتی و در بسیاری از نقاط جهان فرهنگ سنتی را از بین برده است. برای مقابله با این، بسیاری از جنبش‌های مذهبی روش‌هایی را برای تقویت فعالانه ارزش‌های سنتی توسعه داده‌اند. این شامل افزایش تأکید بر مؤسسات آموزشی دینی است.
2. برای بسیاری، به‌ویژه آنهایی که در جهان سوم هستند، ایدئولوژی‌های سیاسی مدرن در تحقق وعده‌های خود مبنی بر رفاه و عدالت اجتماعی شکست خورده‌اند. این امر مشروعیت آنها را تضعیف کرده و باعث بازگشت به دین به عنوان مبنایی برای مشروعیت اجتماعی و سیاسی شده است.
3. دین، به ویژه انواع بنیادگرایانه دین، می‌تواند هم آرامش و هم توضیحی برای شکست‌های مدرنیته ارائه دهد و بنابراین، به ویژه بسیاری را که احساس بیگانگی از نظام سیاسی، اجتماعی و اقتصادی مدرن می‌کنند، به خود جذب می‌کند.
4. گروه‌های مذهبی برای بسیج و سازماندهی سیاسی از روش‌ها و تکنولوژی مدرن استفاده می‌کنند. این فعالیت‌ها شامل لاب‌گری، استفاده از دادگاه‌ها، پیوند با احزاب سیاسی، بسیج، اتحاد با گروه‌های دیگر و استفاده از رسانه‌ها و اینترنت برای تأثیرگذاری بر افکار عمومی است.
5. دموکراسی در بسیاری از موارد انحصارات مذهبی دولتی را تضعیف کرده است. این مهم است زیرا بسیاری از جامعه شناسان استدلال می‌کنند که بازار مذهبی آزاد منجر به افزایش دینداری می‌شود.
6. سرانجام، دولت‌سازی مدرن در جهان سوم منجر به بسیاری از دولت‌های انحصاری قومی و سیاست‌های قومیتی در بسیاری از کشورها شده است. از آنجایی که بسیاری از این هویت‌های قومی با هویت‌های مذهبی همپوشانی دارند، این امر برجستگی هویت مذهبی را افزایش داده است. بنیادگرایی دینی یکی از پیامدهای این جریانات است. اصولگرایان سعی می‌کنند یک جامعه مذهبی جداگانه ایجاد کنند که فقط متشکل از مؤمنان باشد. در درون آن جامعه، هنجارهای دینی از طریق مؤسسات آموزشی جامعه اجرا و به نسل بعدی آموزش داده می‌شود. در اصل آنها سعی می‌کنند منطقه امنی ایجاد کنند که شرارت‌هایی که آنها را ذاتی مدرنیته می‌دانند نتوانند وارد آن شوند. تأکید بر این نکته مهم است که در بیشتر موارد، بدی‌های مدرنیته، اخلاق و عقاید مدرن هستند تا فناوری، اگرچه اغلب مخالفت‌هایی با جنبه‌های خاصی از فناوری وجود دارد که مستقیماً احکام دینی را به چالش می‌کشد؛ مثلاً تلویزیون و فناوری اینترنت موضوع نیست، بلکه محتوای غیراخلاقی است که می‌تواند از طریق این رسانه‌ها وارد جامعه شود.[۱]